# Спритц

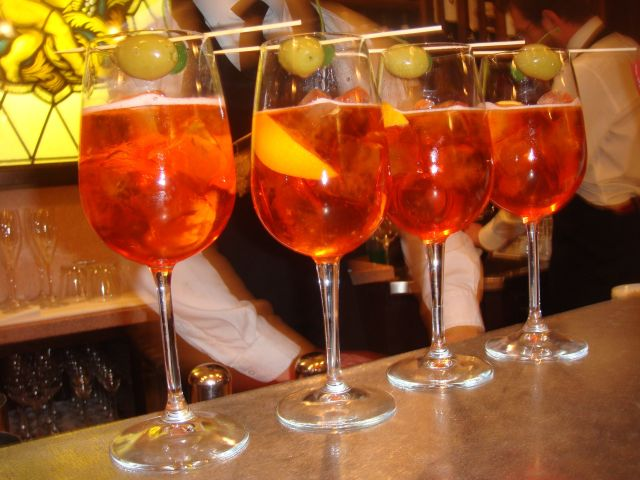
Венецианский Спритц, приготовленный в популярном ресторане.

Спритц (итал. Spritz, от нем. spritzen — «брызгать») — это венецианский коктейль на основе игристого вина, который обычно подается в качестве аперитива на северо-востоке Италии. В его состав входят просекко, биттер-дижестив и содовая.
Оригинальный венецианский спритц (итал. Spritz Veneziano) с использованием ликёра Select в качестве биттера был создан в Венеции в 1920 году. Популярными вариантами являются «Спритц аль Кампари» (итал. Spritz al Campari), в котором используется кампари, и «Апероль Спритц» (итал. Aperol Spritz), в котором в качестве биттера используется апероль.
С 2011 года спритц стал официальным коктейлем Международной ассоциации барменов (IBA), первоначально он значился как «венецианский спритц», затем просто как «спритц».
В 2010-х годах спритц стал широко популярен за пределами Италии, а в 2019 году «Апероль Спритц» занял девятое место в списке самых продаваемых коктейлей в мире по версии сайта Drinks International.

## История

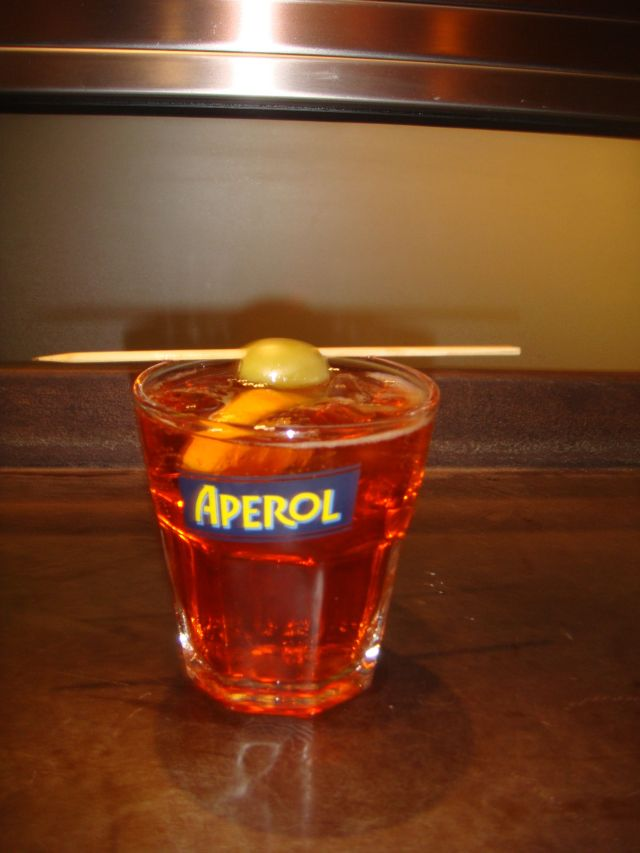
Спритц, приготовленный в типичном венецианском винном баре — остерии

Спритц был создан в период господства Габсбургов в Венеции в XIX веке, под властью Ломбардо-Венецианского королевства. Солдаты, а также различные купцы, дипломаты и служащие империи Габсбургов в Венеции быстро привыкли пить местное вино в тавернах, но они не были знакомы с широким разнообразием вин региона, а содержание алкоголя в них было выше, чем они привыкли. Новоприбывшие стали просить местных хозяев «брызнуть» (нем. spritzen) каплю воды в вино, чтобы сделать его более легким; оригинальный спритц состоял из игристого белого или красного вина, разбавленного чистой водой.
В 1920—1930-х годах в Венеции или Падуе спритц сочетался с местными биттерами (обычно его пили с содовой и льдом). Апероль появился в Падуе в 1919 году, а Select — в Венеции в 1920 году.
Оригинальный рецепт якобы оставался неизменным с течением времени, но только в 1970-х годах был разработан современный рецепт спритца, в котором вместо негазированного вина используется просекко.

## Приготовление
Существует множество вариантов приготовления напитка, но все они являются различными вариациями следующего рецепта: в обычный стакан насыпают кубики льда, стакан примерно на половину его объёма наполняют белым сухим обычным или игристым (просекко) вином, добавляют примерно 30 % газированной воды (минеральной либо обычной), а в оставшийся пустым объём стакана (10—20 %) доливают биттер (Кампари и/или Аперол, либо какой-либо другой). Иногда вместо воды могут добавлять тоник. Ингредиенты перемешивают прямо в стакане. Возможно и смешивание алкогольных ингредиентов в коктейльном шейкере, с последующим переливанием содержимого шейкера в стакан со льдом до объёма ¾ и добавлением газировки до полного объёма уже прямо в стакан.
Напиток принято украшать зелёной оливкой и долькой цитрусового — обычно красного апельсина, апельсина, грейпфрута, реже лимона. Возможны и иные ингредиенты (коктейльная вишня).
Существуют варианты без биттеров, то есть просто разные соотношения игристых или белых вин с минеральной водой и льдом — как современные, так и исторические. Данные напитки подаются без украшений и добавок.